# کونتسیش
کونتسیش (به فرانسوی: Kuntzig) یک کمون در فرانسه است که در Canton of Metzervisse واقع شده‌است.

## خصوصیات
کونتسیش ۴٫۵۱ کیلومترمربع مساحت و ۱٬۰۵۹ نفر جمعیت دارد و ۱۵۰ متر بالاتر از سطح دریا واقع شده‌است.